# فوزی الشمری
فوزی الشمری (انگلیسی: Fawzi Al-Shammari؛ زادهٔ ۱۳ فوریهٔ ۱۹۷۹) دونده دو سرعت اهل کویت است.